# Shrek Forever After (jogo eletrônico)
Shrek Forever After é um jogo eletrônico de ação e aventura (no estilo plataforma), com base no filme Shrek Forever After. Foi lançado em 18 de maio de 2010 na América do Norte. O jogo é o quarto e último baseado na série de filmes de Shrek.

## Jogabilidade
Este jogo é baseado no quarto filme do Shrek. Os jogadores podem jogar como Shrek, Fiona, Burro e Gato de Botas, com suporte para até quatro jogadores. Eles podem viajar através de diferentes mundos e resolver quebra-cabeças.

## Enredo
Shrek se tornou um homem de família, vivendo feliz com a princesa Fiona e os trigêmeos. Ao invés de assustar pessoas como ele fazia, um Shrek relutante agora concorda dar autógrafos. Saudade do tempo em que ele se sentia como um ogro "de verdade", Shrek é levado a assinar um pacto com o negociador de fala suave, Rumpelstiltskin. Shrek repentinamente se vê em uma versão alternativa de torcidas Tão Tão Distante, onde ogros são caçados, Rumplestiltskin é rei e Shrek e Fiona nunca se encontraram. Agora, cabe a Shrek desfazer tudo que Rumpelstiltskin fez de mal na esperança de salvar seus amigos, restaurar seu mundo e recuperar seu verdadeiro amor e família.